# Autorail Bugatti
Pour les articles homonymes, voir Bugatti (homonymie).
Autorail Bugatti désigne une gamme et un ensemble de 88 autorails de différents types conçus par le bureau d'études d'Ettore Bugatti pour équiper plusieurs réseaux ferroviaires français existant, avant la création de la SNCF. Ils présentent cependant tous des caractéristiques communes, dont une esthétique particulière et le fait d'être propulsés par des moteurs en surplus de la Bugatti Type 41 « Royale », une voiture de prestige qui fut un échec commercial.
En 1932, neuf mois suffisent pour étudier et construire un prototype d'automoteur avec des techniques issues de l'automobile. La plupart des productions s'échelonnent de 1933 à 1938. Les autorails Bugatti sont élégants et rapides, mais souffrent d'une fiabilité perfectible. La Seconde Guerre mondiale est dévastatrice pour ces engins, soit directement par destruction de bombardements, soit indirectement par pénurie de carburant. De plus, ils ne correspondent plus aux besoins de la SNCF et, malgré quelques livraisons tardives résiduelles en 1945-1946, les derniers engins cessent tout service commercial en 1958 alors qu'ils circulaient encore sur des lignes de la Côte d'Azur.
Un exemplaire de type Présidentiel, livré à l'Administration des chemins de fer de l'État, fut restauré dans son aspect d'origine et exposé à la Cité du train à Mulhouse.

## Naissance des autorails Bugatti

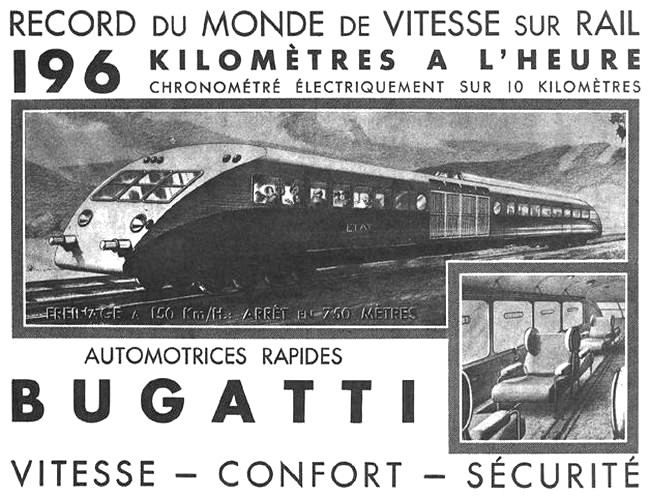
Record du monde de vitesse en 1935.

Après la Première Guerre mondiale, l'essor de l'usage de l'automobile menace la survie d'une partie du réseau ferroviaire secondaire français. Des concessionnaires indépendants de réseaux se tournent vers des fabricants automobile, pour qu'ils utilisent leur expérience dans l'étude et la conception de véhicules ferroviaires rapides, confortables et peu coûteux. Berliet, De Dietrich ou Renault notamment, répondent à l'offre en proposant des engins lourds destinés à circuler sur des lignes secondaires. Ettore Bugatti, avec sa « culture » de constructeur de voitures de sport luxueuses, explore une autre voie : il s'engage dans la mise au point d'engins rapides reliant des grandes villes, avec un maximum de confort pour les voyageurs. Cette diversification est en outre capitale pour la survie de son entreprise, durement éprouvée par la crise de 1929.

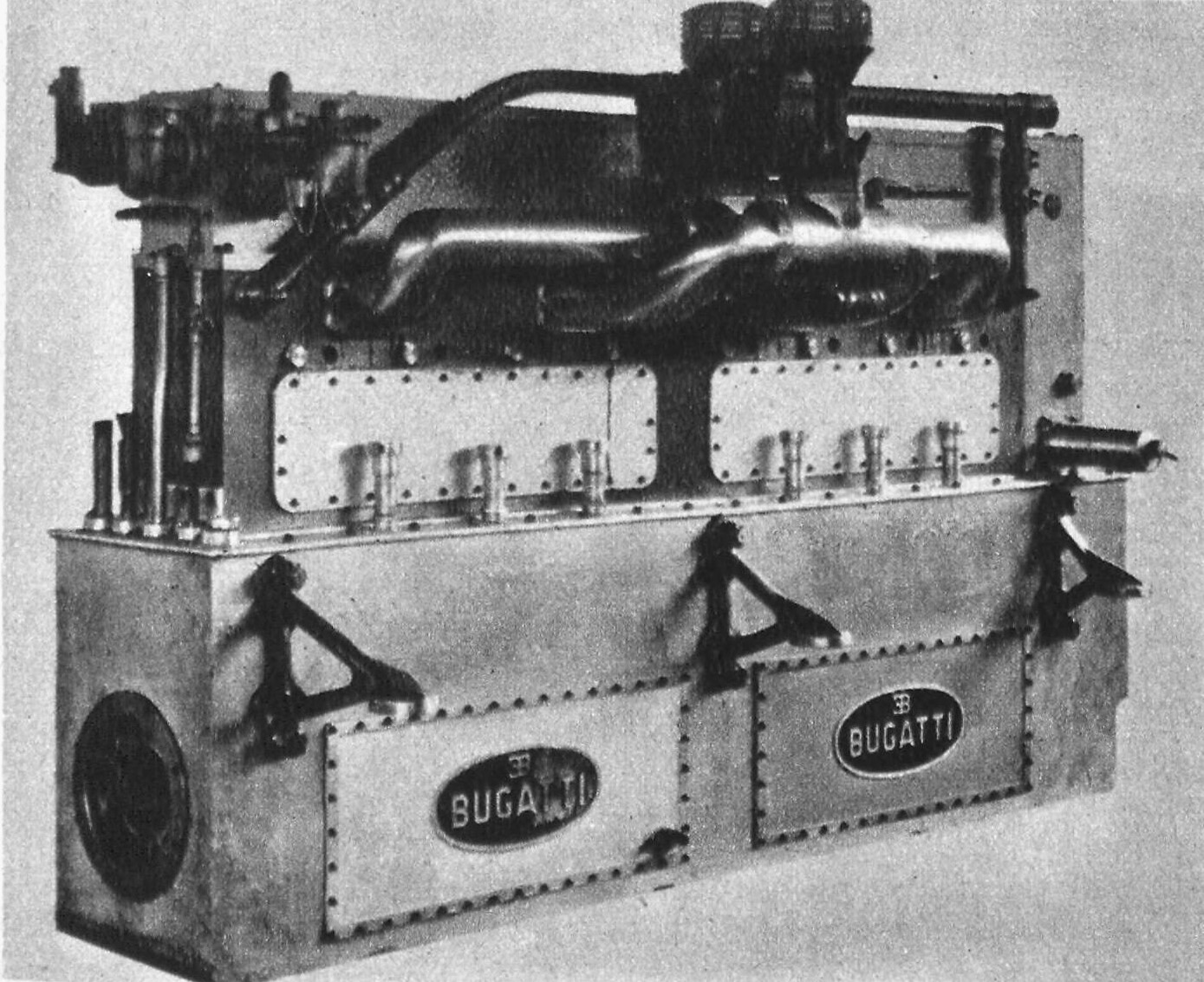
Moteur Bugatti Royale type 41.

Si la firme Bugatti, d'abord avec Ettore, puis avec son fils Jean, invente l'architecture de ses autorails, elle fait appel pour leur motorisation au moteur à essence de la Bugatti Type 41 « Royale », voiture de grand luxe dont quelques exemplaires seulement auront été produits : l'usine de Molsheim dispose donc d'un stock de 25 moteurs immédiatement utilisables pour être montés sur les premiers autorails produits.
Un prototype, dénommé « WR » (wagon rapide) par son constructeur, est livré à l'Administration des chemins de fer de l'État au printemps 1933. Comportant deux bogies de quatre essieux chacun, il se distingue par sa faible masse de 38 t en charge et sa puissance élevée de 800 ch et, dès les premières marches d'essais, ses performances sont spectaculaires : la vitesse de 172 km/h est atteinte entre Connerré et Le Mans - ligne de Paris-Montparnasse à Brest. Dès l'été suivant, il est engagé sur Paris - Deauville-Trouville. Le 30 juillet 1933, il transporte le président de la République française Albert Lebrun qui vient inaugurer la gare transatlantique de Cherbourg. Les résultats obtenus durant les essais et ce voyage présidentiel ouvrent la voie à la fabrication en série de cet autorail, dénommé « Présidentiel ».

## Types construits
Au total, 88 autorails seront construits selon six types différents.
| Réseau                                                                         | Nombre | N° réseau          | N° SNCF         | Type et disposition essieux | Mise en service | Nombre de moteurs | Longueur (m) | Masse à vide (t) |
| ------------------------------------------------------------------------------ | ------ | ------------------ | --------------- | --------------------------- | --------------- | ----------------- | ------------ | ---------------- |
| État                                                                           | 9      | ZZy 24401 à 24409  | XB 1001 à 1009  | Présidentiel 1B1+1B1        | 1933-1936       | 4                 | 22,300       | 32,0             |
| PLM                                                                            | 3      | ZZA-K 1 à 3        | XB 1 à 3        | Double 1B1+1B1+4+4          | 1934            | 4                 | 42,460       | 55,0             |
| État                                                                           | 5      | ZZy 24421 à 425    | XB 2101 à 2105  | Léger 3A+A3                 | 1935            | 2                 | 19,300       | 24,0             |
| AL                                                                             | 2      | ZZr 26 et 27       | XB 2201 et 2202 | Léger 3A+A3                 | 1935            | 2                 | 19,300       | 22,5             |
| PLM                                                                            | 6      | ZZA-K 101 à 106    | XB 2301 et 2306 | Léger 3A+A3                 | 1935            | 2                 | 19,300       | 24,0             |
| PLM                                                                            | 18     | ZZA-K 201 à 218    | XB 3001 à 3018  | Allongé 3A+A3               | 1935            | 2                 | 21,374       | 26,5             |
| État                                                                           | 10     | ZZy 22426 à 22435  | XB 3101 à 3110  | Allongé 3A+A3               | 1935-1936       | 2                 | 21,000       | 26,0             |
| État                                                                           | 15     | ZZy 24436 à 24450  | XB 4001 à 4015  | Surallongé 3A+A3            | 1936-1937       | 2                 | 25,380       | 31,0             |
| AL                                                                             | 1      | ZZr 25             | XB 4101         | Surallongé 3A+A3            | 1937            | 2                 | 25,306       | 40,5             |
| PLM                                                                            | 10     | ZZA-K 301 à 310    | XB 4201 à 4210  | Surallongé 3A+A3            | 1937            | 2                 | 25,306       | 31,0             |
| État                                                                           | 2      | ZZy 24481 et 24482 | XB 101 et 102   | Triple 4+2B+B2+4            | 1936            | 4                 | 60,000       | 80,0             |
| AL                                                                             | 3      | -                  | XB 201 à 203    | Triple 4+2B+B2+4            | 1938            | 4                 | 60,000       | 80,0             |
| SNCF                                                                           | 2      | -                  | XB 204 et 205   | Triple 4+2B+B2+4            | 1939            | 4                 | 60,000       | 80,0             |
| SNCF                                                                           | 2      | -                  | XB 4301 et 4302 | Surallongé 3A+A3            | 1945-1946       | 4                 | 25,306       | 31,0             |
| 2 moteurs : puissance 294 kW (400 ch) - 4 moteurs : puissance 588 kW (800 ch). |        |                    |                 |                             |                 |                   |              |                  |

Différents types d'autorails Bugatti
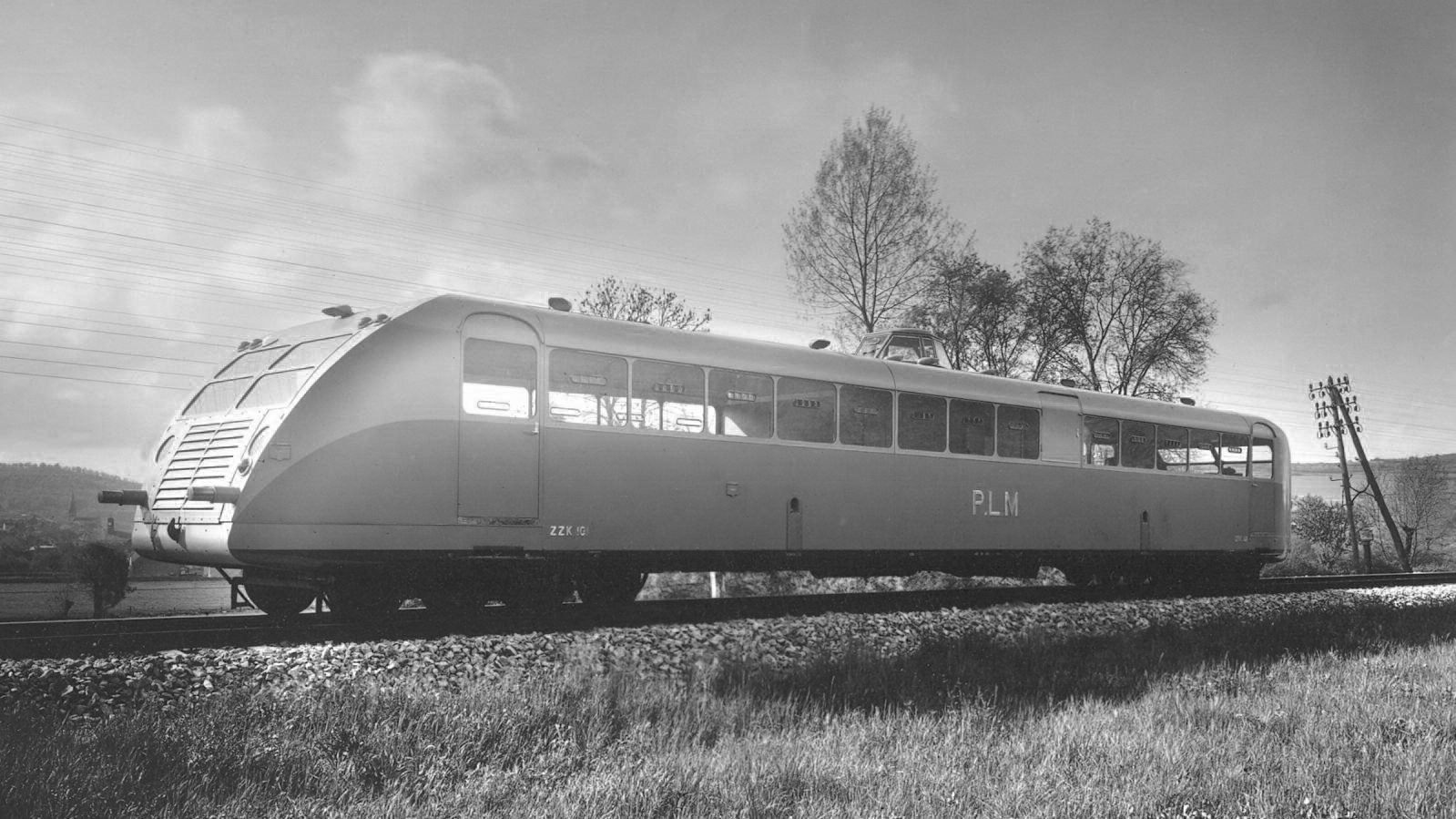
Bugatti léger type ZZA-K 101 du PLM.
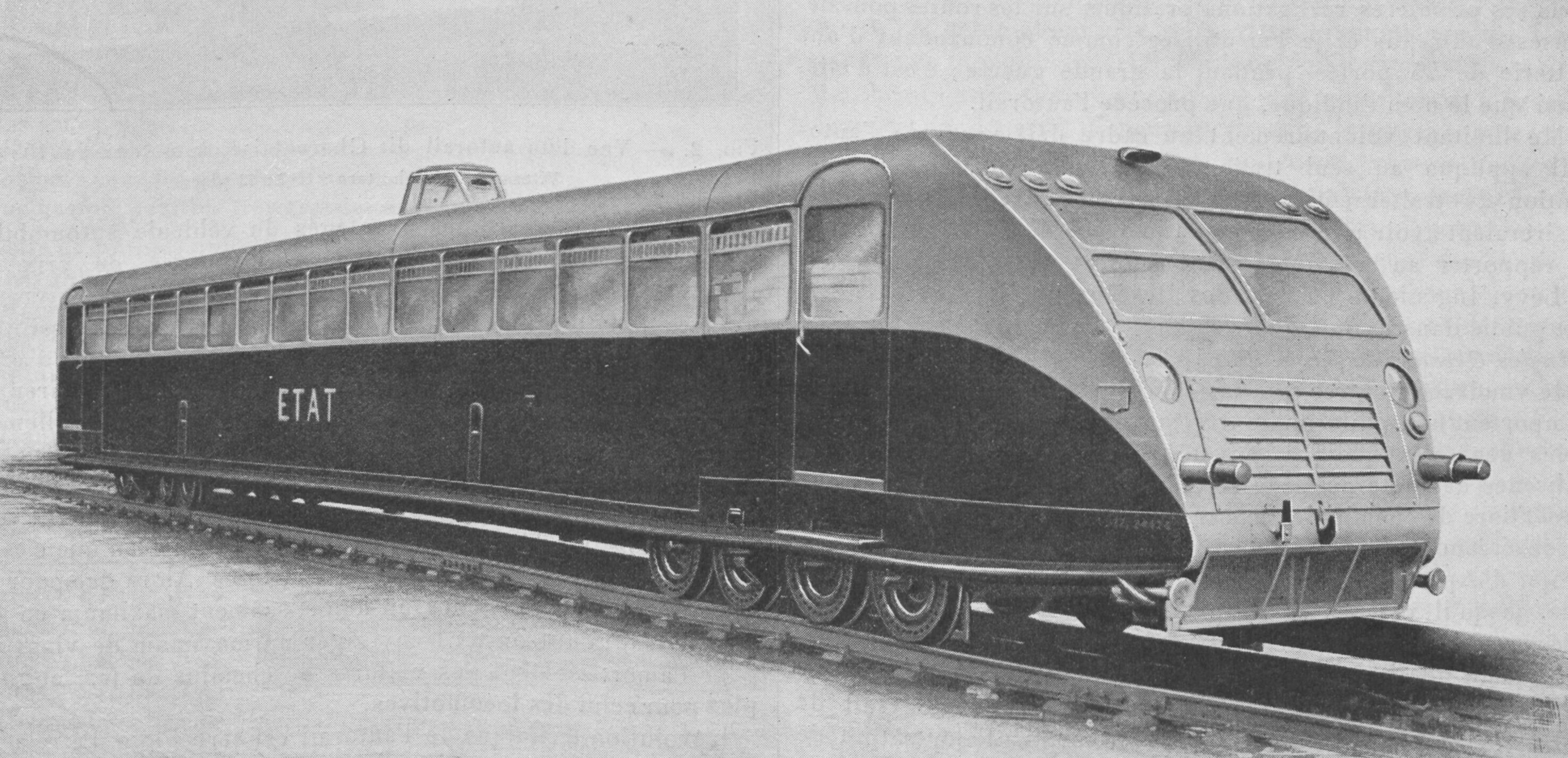
Bugatti allongé de l'État.
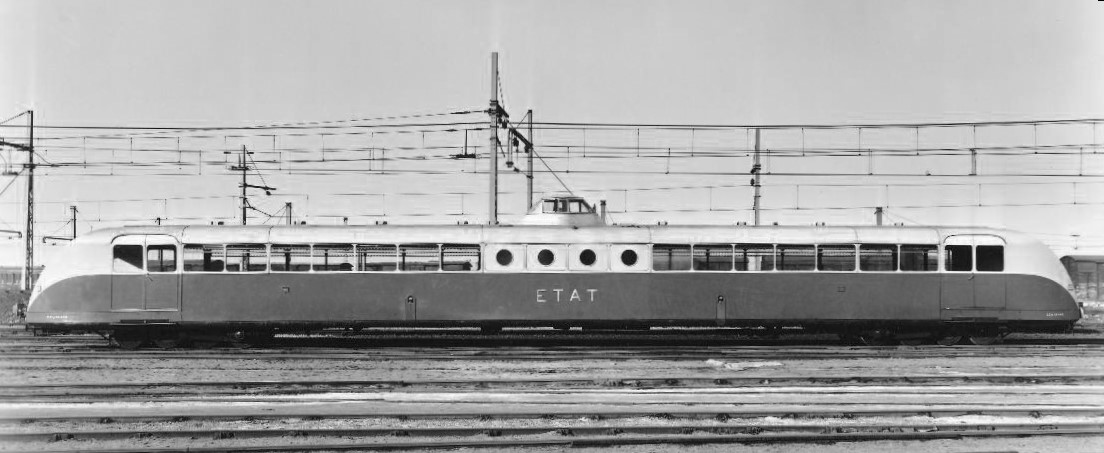
Bugatti surallongé de l'État.
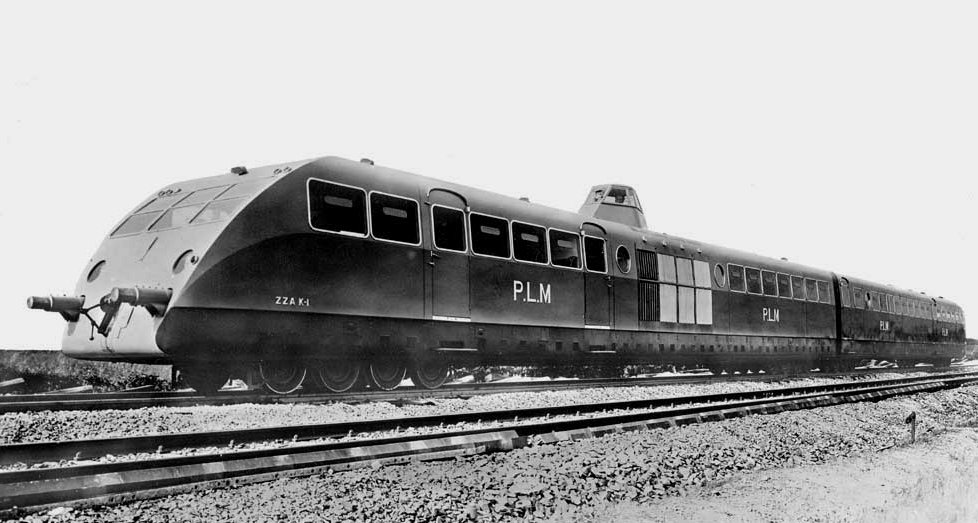
Bugatti double type ZZA-K 1 du PLM.
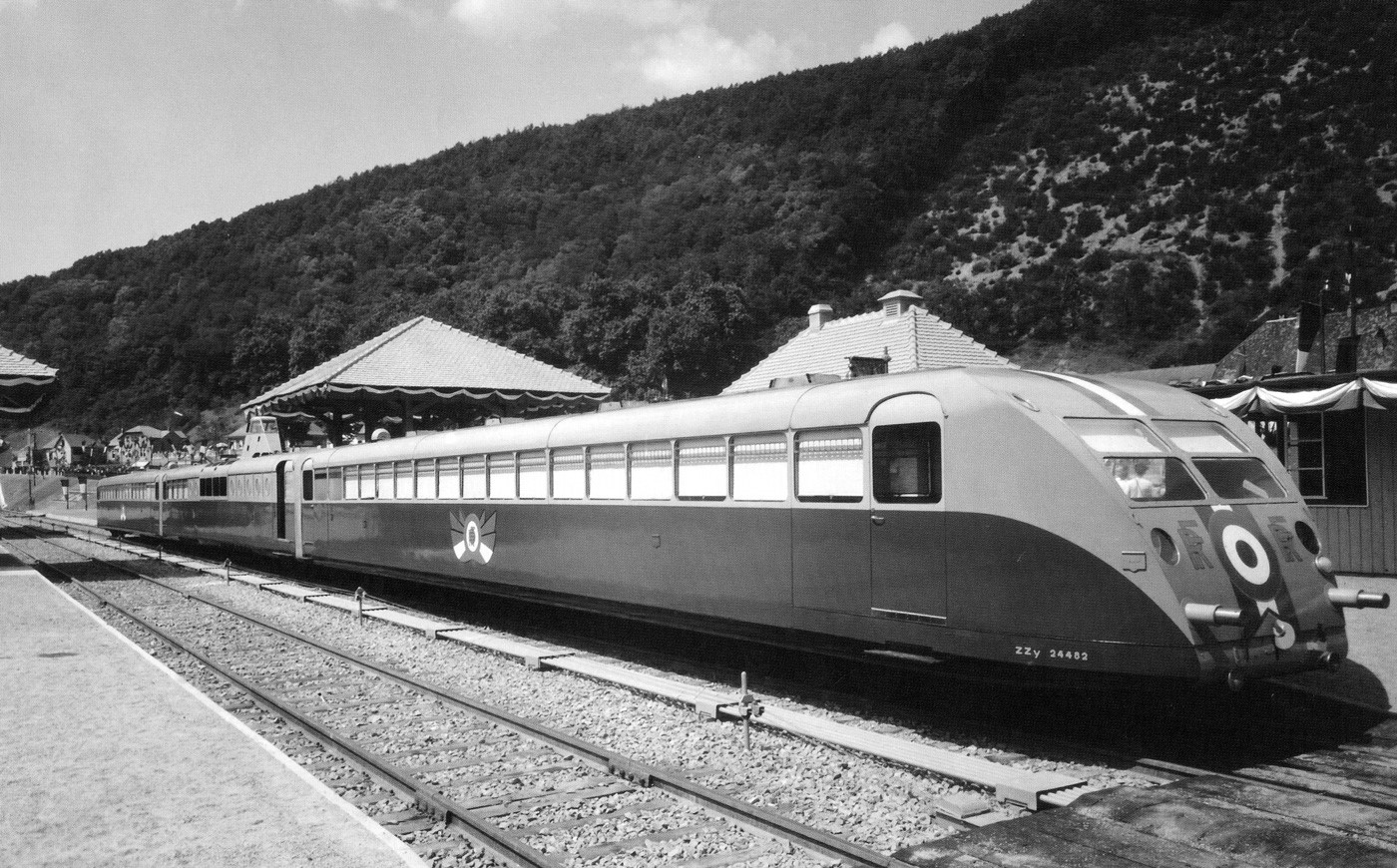
Bugatti triple type ZZy 24482 de l'État.

## Description

### Caractéristiques techniques

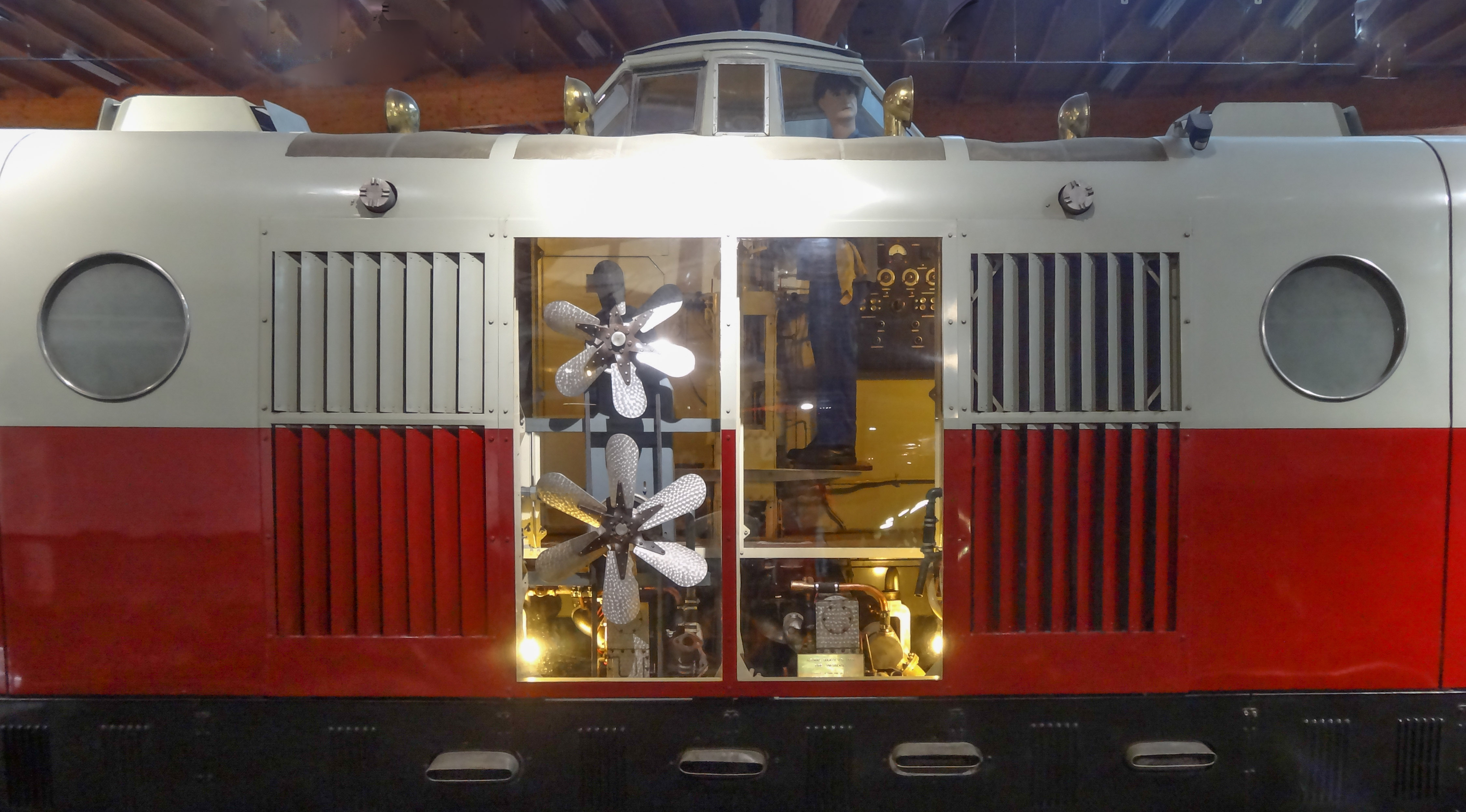
Vue latérale du compartiment moteur et du poste de conduite sur toiture.

La motorisation de tous les autorails est assurée par des moteurs à essence, à 8 cylindres en ligne de 12 750 cm3, avec un arbre à cames en tête, alimentés chacun par deux carburateurs Zénith ; la puissance de chaque moteur est, pour son utilisation ferroviaire, de 147 kW (200 ch) à 2 000 tr/min. Le carburant est un mélange d'essence, d'alcool et de benzol. Les moteurs sont au nombre de deux ou quatre par engin selon la puissance désirée, en prise directe avec une transmission hydromécanique sur des bogies à quatre essieux. Les autorails doubles, triples ainsi que certains surallongés sont cependant équipés de boîtes Cotal à deux vitesses pour faciliter le démarrage, celui-ci étant trop laborieux en prise directe pour des engins plus lourds ; le dispositif est également utile pour des démarrages fréquents sur des dessertes omnibus. Sur les autorails de type léger et allongé, les radiateurs de refroidissement des moteurs, à ventilation naturelle, sont disposés sur les faces frontales ; pour tous les autres types, ils se trouvent sur une face latérale et sont à ventilation forcée grâce à des hélices. Ces moteurs exigent des révisions chez le constructeur tous les 90 000 km ; après la Seconde Guerre mondiale, la maintenance est assurée par De Dion-Bouton.

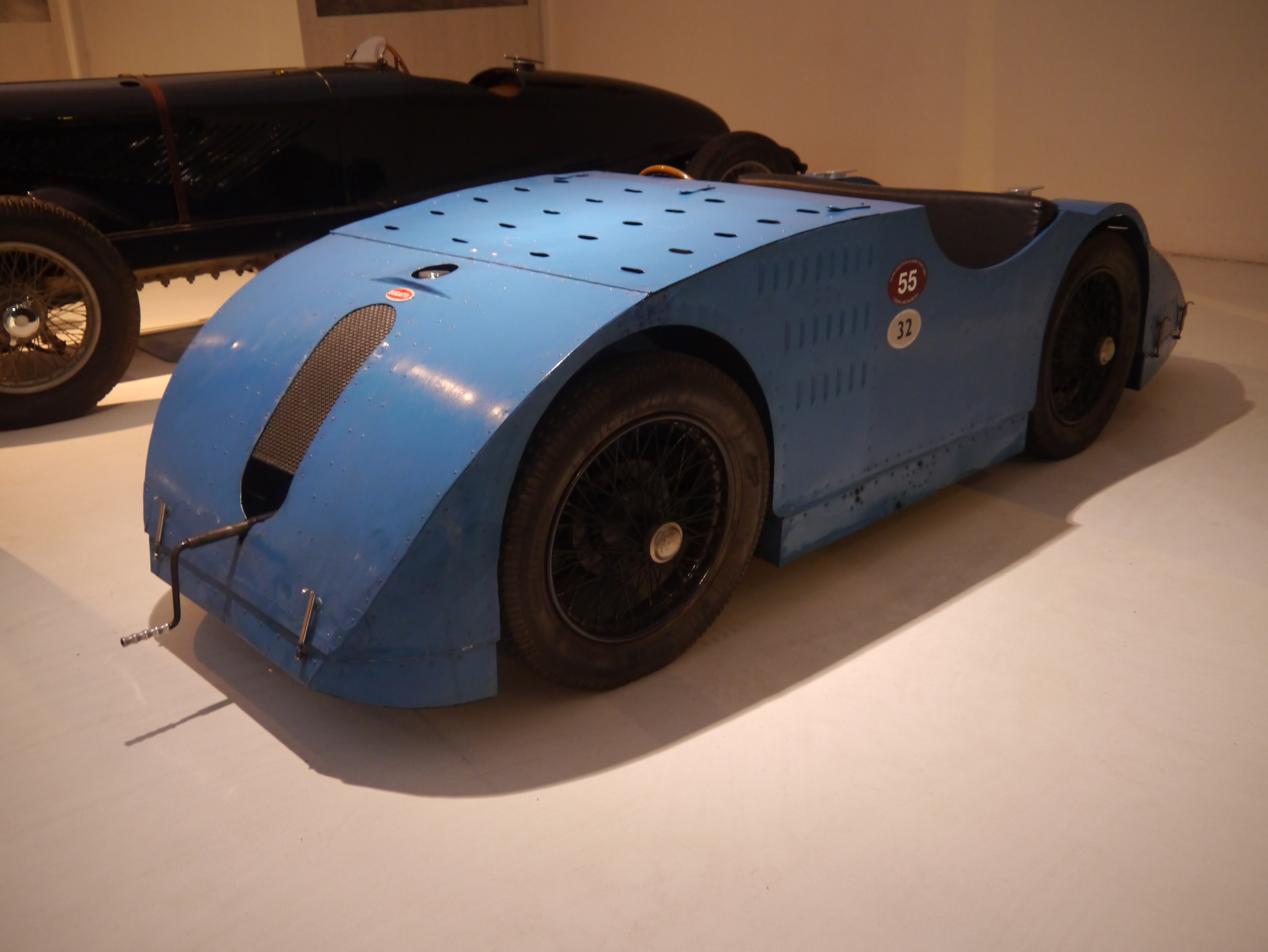
Bugatti Type 32.

Le châssis est composé deux longerons en tôle d'acier, reliés entre eux par des traverses droites et en diagonales. La caisse est en outre composée de segments modulaires indépendants assemblés par des bandes de caoutchouc fortement comprimé, ce qui autorise un léger jeu. Ces modules sont fixés sur un plancher en bois de chêne, reposant et fixé sur le châssis ; le compartiment moteur, pour sa part, ne possède pas de plancher en bois. La caisse est légère et aérodynamique, avec des extrémités présentant un profil particulier déjà éprouvé sur l'automobile Bugatti Type 32. Cette forme particulière profilée limite l'effet de compression latérale de l'air lors du croisement à grande vitesse avec un autre train et a tendance à plaquer l'autorail à la voie, le rendant ainsi plus stable.

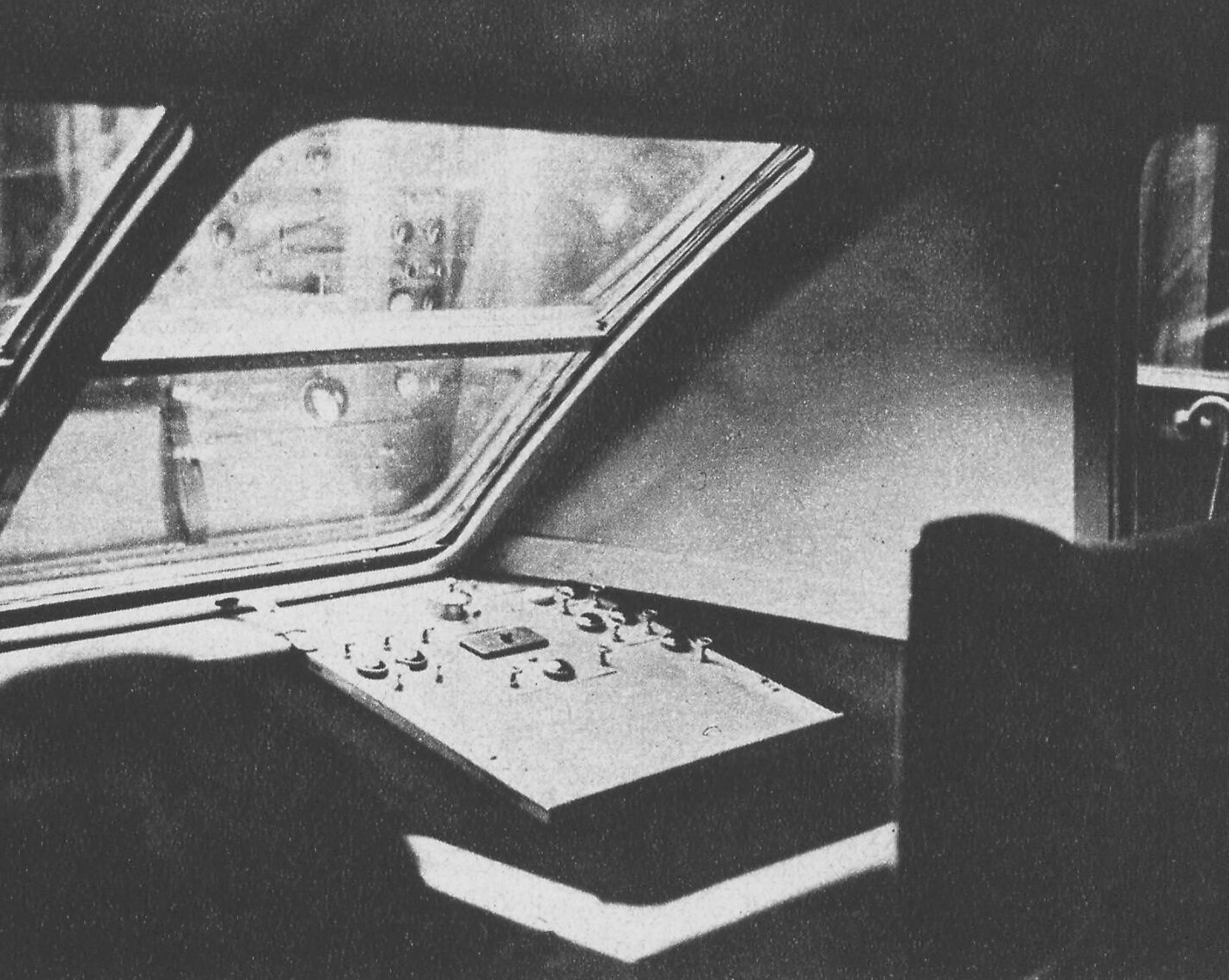
Poste d'observation de "l'homme-pétard" pour contrôler un attelage.

La cabine de conduite unique est disposée en kiosque dépassant de la toiture, au centre de l'élément moteur sur sa longueur, juste au-dessus des moteurs. Cette disposition n'est pas optimale lors d'une marche à vue ou lors des manœuvres d'accostage pour exécuter un attelage, surtout pour les autorails doubles ou triples ; un poste est donc aménagé à l'avant de l'autorail pour un agent d'accompagnement qui est en liaison avec le conducteur par signaux optiques et sonores. Cet agent est parfois surnommé « homme-pétard » car c'est lui qui signale au conducteur la détonation des pétards disposés sur les rails pour exiger l'arrêt immédiat du train. Si la conduite est simple en raison de l'absence de boîte de vitesses, la position du conducteur n'est pas confortable. Installé au-dessus des moteurs, il est exposé au bruit et aux vapeurs de carburant. En outre, il n'est pas assis sur un siège mais sur une selle.

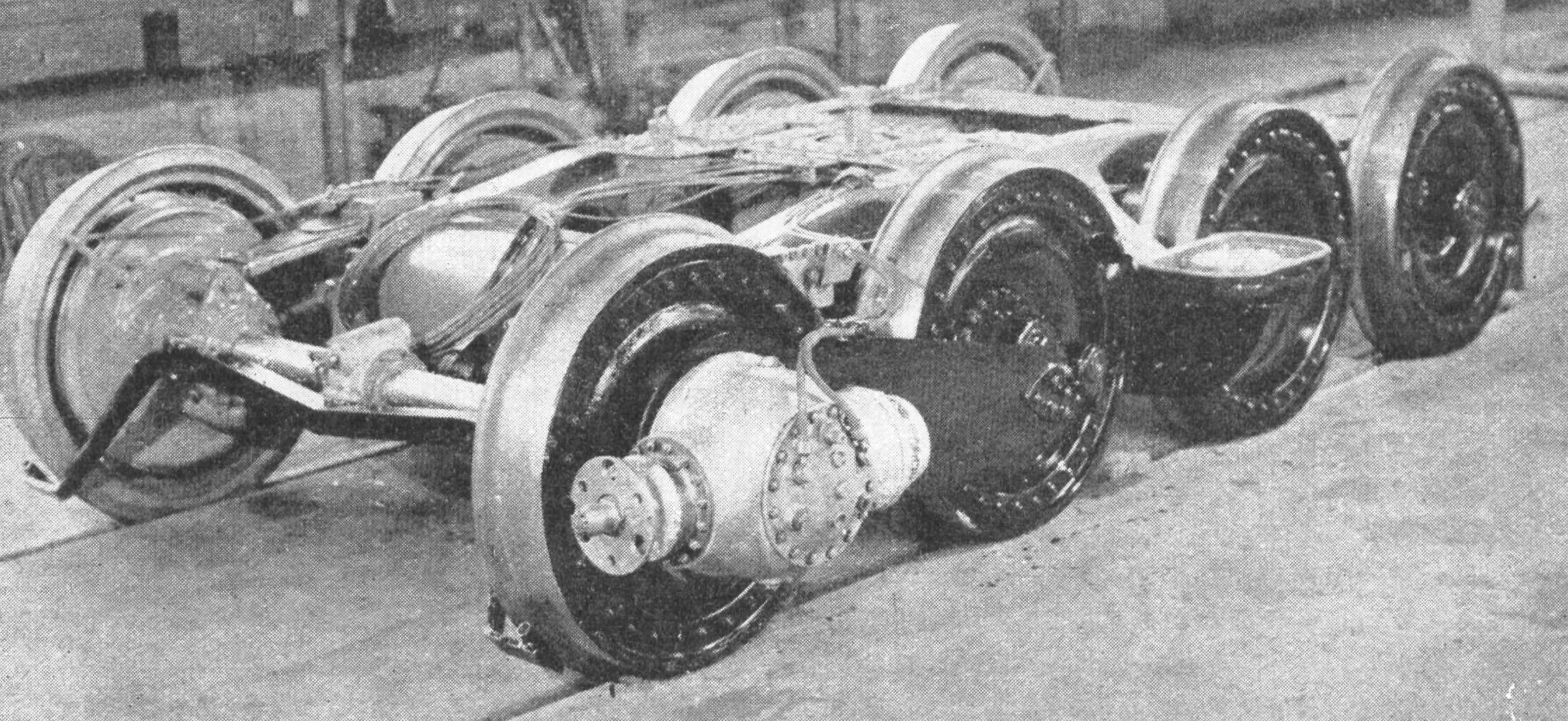
Bogie d'un autorail surallongé.

Les roues montées sur les bogies sont dites « élastiques », comportant un anneau en caoutchouc interposé entre le centre de la roue et son bandage ; les deux parties métalliques de la roue sont reliées électriquement pour assurer le bon fonctionnement des circuits de voie. Leur diamètre est de 720 mm. Les roues motrices sont solidaires de l'essieu mais les roues porteuses tournent librement, montées sur des fusées. Les freins sont à tambour ; ce dispositif, bien qu'efficace, a l'inconvénient d'user très rapidement les garnitures dont les remplacements sont difficiles à réaliser, en raison de l'architecture des roues et les conducteurs veillent à l'utiliser le moins souvent possible. La configuration des bogies, avec quatre essieux et un fort empattement, réduit très fortement les risques de déraillement. La suspension est assurée par des ressorts à lames et des amortisseurs.

### Aménagements intérieurs
Les aménagements intérieurs des autorails Bugatti sont très divers. Ils varient selon le type et, au sein d'un même type, selon le réseau auquel ils sont initialement destinés mais ils sont, dans tous les cas, conditionnés par la présence du compartiment moteur en position centrale de la ou de l'une des caisses. Lorsque les sièges sont individuels, ils sont le plus souvent orientables selon le sens de marche ; par simple basculement, l'assise devient dossier et inversement.
Les Bugatti Présidentiels sont équipés de siège luxueux disposés à quatre place de front de part et d'autre du compartiment moteur.

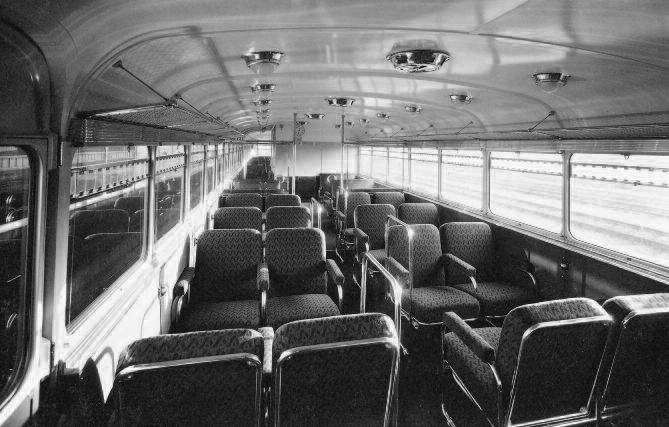
Aménagement intérieur d'un Bugatti allongé.

Les autorails Bugatti légers, souvent destinés à des dessertes omnibus, sont aménagés en conséquence : un local à bagages et des toilettes au voisinage des moteurs et, de part et d'autre, deux salles où les passagers sont assis à cinq de front (3 + 2) sur des banquettes. Les autorails allongés et surallongés sont aménagés de façon similaire, si ce n'est que l'espace dédié aux voyageurs est plus vaste et que les passagers peuvent être assis à quatre de front dans tout ou partie de l'autorail,.
Sur les autorails doubles, la motrice accueille des voyageurs de part et d'autre du compartiment moteur où se trouvent aussi des toilettes et un local à bagages alors que dans la remorque, outre les toilettes et le local à bagages, se trouve un espace buffet puis une salle voyageurs occupant tout l'espace encore disponible.
Les Bugatti triples accueillent généralement, dans la caisse centrale où se trouvent les moteurs, une soute à bagages, une cuisine et un petit compartiment de douze places - quatre de front en disposition 2 + 2. Selon les réseaux, les caisses d'extrémité sont aménagées en salles où les passagers sont assis à trois (2 + 1) ou quatre (2 + 2) de front. Chacune de ces deux caisses dispose de toilettes.

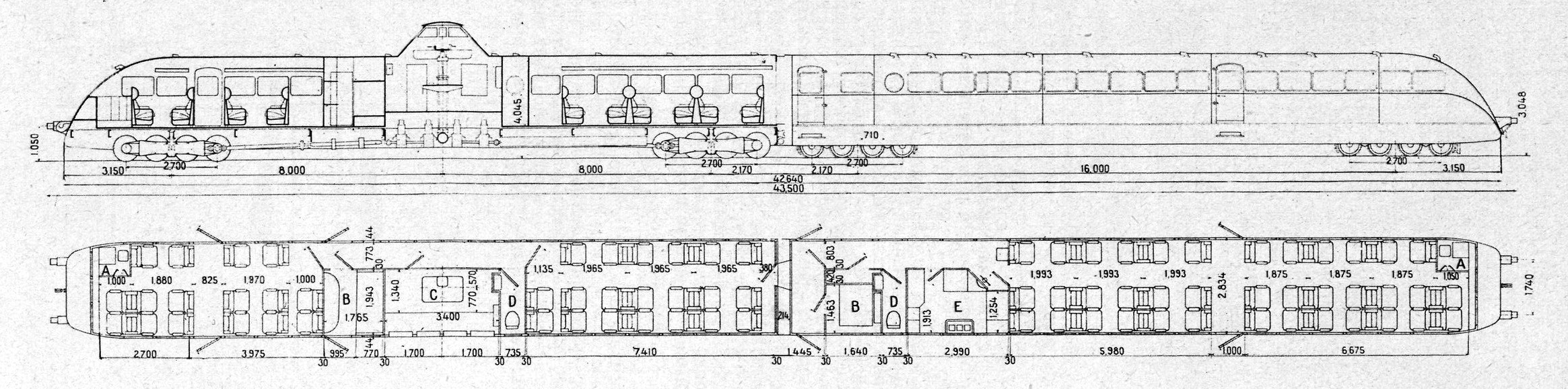
Plan de l'ménagement intérieur d'un Bugatti double du PLM.

### Livrées
Lorsqu'ils sont mis en service, les autorails sont peints aux couleurs des réseaux propriétaires. La livrée uniforme des autorails SNCF avec le bas de caisse rouge vermillon, la partie supérieure crème et des « moustaches » sur les faces frontales ne se généralise qu'au début des années 1950. Le regroupement des séries d'autorails par région, décidé par la SNCF, permet alors de voir temporairement des allongés ex PLM, bleus azur et gris, en Bretagne et des surallongés ex État, rouge rubis et gris perle, sur la Côte d'Azur.

## Carrière et services
Lors de leur mise en service, ces engins sont utilisés par les réseaux de l'État, de la Compagnie des chemins de fer de Paris à Lyon et à la Méditerranée (PLM), de l'Administration des chemins de fer d'Alsace et de Lorraine (AL) puis par la Société nationale des chemins de fer français (SNCF) ; leurs services sont alors appréciés. La situation change au lendemain de la période d'inactivité forcée que constitue la Seconde Guerre mondiale. Leur exploitation est désormais considérée rapidement comme trop coûteuse compte tenu de la très forte consommation des moteurs, de la hausse du prix du carburant et d'une fiabilité imparfaite ; ils souffrent notamment de problèmes récurrents de carburation et de fuites au niveau des transmissions. En outre, la politique de la SNCF change : il ne s'agit plus de privilégier la vitesse des trains mais leur capacité et certaines lignes parcourues par des autorails Bugatti sont désormais électrifiées. Les autorails les plus puissants sont radiés les premiers, mais les engins à deux moteurs, moins gourmands, sont maintenus en service plus longtemps : le retrait du service commercial des derniers autorails a lieu en 1958.

### Bugatti Présidentiels
Le premier engin (mono caisse pour 48 voyageurs) est mis en service par le réseau de l'Administration des chemins de fer de l'État (État) sur la relation Paris - Deauville en mai 1933, service qu'il assure à la moyenne de 116 km/h. Le 2e autorail est livré en février 1934. Entre ces deux dates le réseau de l'État, par l'intermédiaire de son directeur Raoul Dautry, a passé commande de deux autres autorails qui sont livrés en juillet et octobre 1934. Le 24 octobre 1934, l'un des deux premiers autorails atteint 192 km/h entre Le Mans et Connerré. En mai 1934, l'État commande une nouvelle série de cinq exemplaires.
L'État est le seul possesseur de ce type d'autorails. D'abord basés au dépôt parisien de Bois-Colombes, ils circulent sur Paris - Trouville puis Paris - Le Havre, seuls ou avec une remorque Bugatti que leur forte puissance leur permet de tracter sans difficulté. En 1938 et 1939, la flotte est partiellement redéployée au Mans sur la relation Le Mans - Dieppe, les autres unités continuant leur service vers la Normandie, notamment vers Le Havre et Cherbourg en correspondance avec les paquebots transatlantiques. En 1945-1946 les Présidentiels, regroupés à Batignolles-Remblai, reprennent leurs rotations vers Le Havre, Caen, Cabourg et Cherbourg. Ils sont retirés du service commercial entre 1952 et 1956.

### Bugatti légers
Treize autorails de ce type sont construits, tous livrés en 1935.
Deux exemplaires sont destinés au réseau de l'AL pour prendre en charge, depuis la gare de Strasbourg, les lignes vers Wissembourg d'une part puis vers Mulhouse et Bâle d'autre part.
Le réseau de l'État réceptionne, dans son dépôt de Bois-Colombes, cinq Bugatti légers pour le service de Paris - Dieppe, Paris - Bagnoles-de-l'Orne et Paris - Cabourg ; sur cette dernière ligne, le redémarrage en gare de Villers-sur-Mer, au pied de la rampe se dirigeant vers Cabourg, se révèle parfois compliqué.
C'est au dépôt de Nice que sont affectés les six Bugatti légers achetés par le PLM, qui les destine à des relations omnibus vers Menton d'un côté et vers Toulon de l'autre.
Les treize autorails légers sont transformés en remorques en 1946. Les moteurs et tous les accessoires sont démontés, le kiosque de conduite supprimé. Une chaudière et des radiateurs sont installés. L'intérieur est réaménagé de manière à accueillir 71 passagers en 3e classe et huit sur des strapontins, ainsi que deux tonnes de bagages. Ces remorques circulent jusqu'en 1957 pour les dernières d'entre elles.

### Bugatti allongés
Les Bugatti allongés sont construits en vingt-huit exemplaires, à destination des réseaux de l'État et du PLM.
En septembre 1935, L'État affecte des Bugatti allongés au dépôt de Nantes pour assurer la desserte des lignes qui rayonnent autour de cette ville. Les autres unités, dépendant du dépôt de Bois-Colombes, circulent vers la Normandie.
Les autorails du PLM sont réceptionnés, pour douze d'entre eux, au dépôt de Nice, les six autres étant affectés à Vénissieux. Les engins niçois assurent des lignes de banlieue. Les unités lyonnaises prennent en charge la liaison entre Lyon et Strasbourg par Lons-le-Saunier et Besançon ; pour éviter l'échauffement de leurs moteurs sur les rampes du Jura, ils sont pourvus de radiateurs additionnels en toiture, de part et d'autre du kiosque de conduite.
En 1945, tous les autorails allongés, ex État et ex PLM, sont regroupés à Nantes où leurs courses se réduisent peu à peu à la desserte Nantes - Poitiers - Limoges. Le dernier autorail de ce type est radié à Nantes le 26 août 1957.

### Bugatti surallongés
Vingt-huit autorails de ce type sont commandés. Vingt-six le sont par les anciens réseaux et livrés en 1936-1937 ; les deux derniers sont livrés à la SNCF en 1945-1946.
Les quinze autorails surallongés livrés à l'État en 1936-1937 sont pour partie affectés au dépôt de Nantes, pour assurer des courses vers Rouen et Dieppe d'une part et vers La Rochelle d'autre part. Deux autres contingents sont attribués, d'une part à Versailles-Matelots (relations vers Bagnoles-de-l'Orne et Dreux) et d'autre part à La Rochelle (vers Poitiers - Tours et vers Nantes). Un autorail Bugatti surallongé en stationnement à la gare du Havre] apparaît à la fin du film La Bête humaine.
Le réseau d'Alsace-Lorraine ne commande qu'un seul Bugatti surallongé. Arrivé au dépôt de Metz, il est engagé vers Luxembourg et Réding. Après la guerre, il est dirigé vers le dépôt de Strasbourg .
Les dix Bugatti surallongés du PLM arrivent en 1937. Basés à Lyon-Vénissieux, ils sont chargés des mêmes tâches que les Bugatti allongés mais leurs moteurs, dotés de radiateurs à ventilation forcée, sont moins sensibles à un échauffement excessif. D'autres surallongés du même centre prennent en charge les lignes Lyon - Genève et Valence - Grenoble. Ils sont finalement affectés à Strasbourg.
Si l'un des deux autorails de la SNCF résulte d'une commande effective de cette dernière, l'autre, initialement dédié à des démonstration à l'étranger (Bulgarie notamment), lui est attribué en règlement amiable d'un contentieux financier relatif à des avances consenties à Bugatti pour la fabrication de trains à vapeur finalement non livrés. Récupérés à Bordeaux où l'usine Bugatti s'est repliée, ils sont mis en service au dépôt de Nice-Saint-Roch en 1945-1946 pour desservir la ligne Marseille - Nice - Menton. Ils sont mutés à Strasbourg au début des années 1950 et radiés en mars 1956.
Après la Libération, le parc des Bugatti surallongés est réparti entre Strasbourg où il circule vers Bâle, Metz et le Luxembourg ainsi que vers Sarreguemines et Sarrebruck et Nice où il continue de rouler sur les voies de la Côte d'Azur. C'est au dépôt de Nice que se termine, en 1958, la carrière commerciale des derniers autorails Bugatti de la SNCF.

### Bugatti doubles

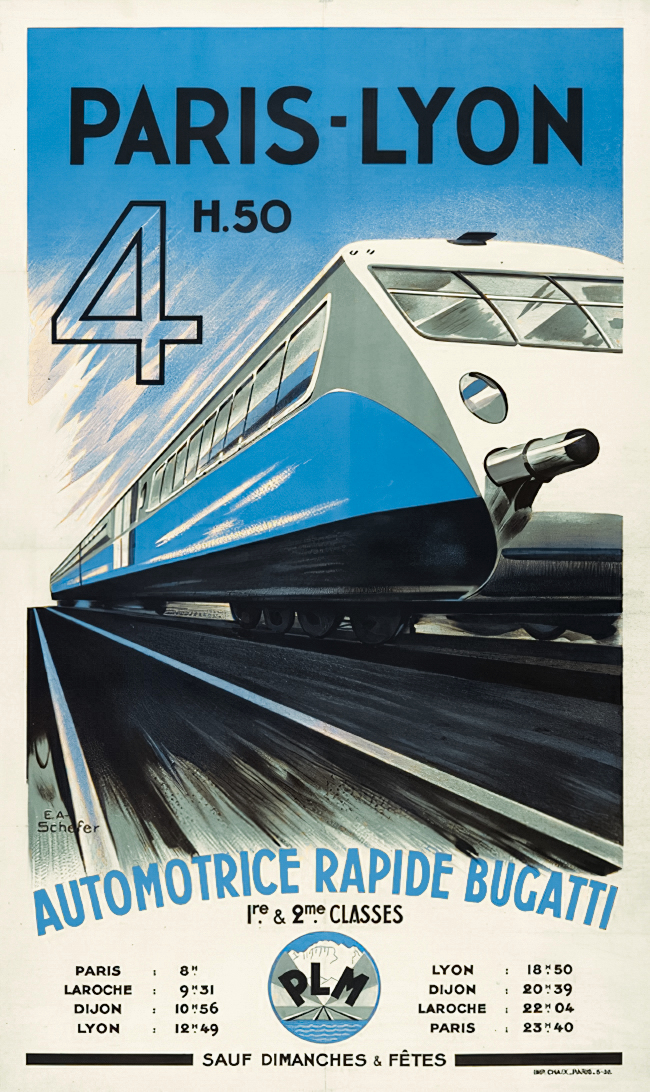
Affiche publicitaire pour la liaison Paris - Lyon en Bugatti double.

Bugatti ne construit que trois exemplaires d'autorails doubles, destinés au PLM. Affectés en 1934 au dépôt de Villeneuve-Saint-Georges, ils assurent la liaison vers Clermont-Ferrand. Ils sont mutés l'année suivante à Paris-Bercy pour le service Paris - Lyon. À la fin de la guerre, quand ils reprennent leur activité, c'est le centre de Noisy-le-Sec qui les accueille pour des tournées au départ de Paris vers Strasbourg puis vers Liège. C'est dans ce dépôt que leur radiation est prononcée en 1953.

### Bugatti triples
Sept autorails de ce type sont construits.
Deux engins sont commandés par l'État et livrés en 1936. Affectés au dépôt de Batignolles-Remblai, ils assurent des liaisons rapides entre Paris et Le Havre mais leur utilisation se réduit après la création de la SNCF. Garés en 1939, ils ne semblent pas reprendre de service régulier après la guerre et sont placés en attente d'amortissement en 1952.
La compagnie de l'AL commande trois Bugatti doubles qui sont livrés à la SNCF fin août 1938. Dépendant du dépôt de Strasbourg, ils circulent sur Strasbourg - Paris. En février-mars 1939, la SNCF reçoit deux autorails du même type qu'elle a commandés. Le début de la guerre interrompt le service de ces cinq unités. Dès lors, leur histoire est assez mal connue. Deux d'entre elles sont endommagées en France et semblent n'avoir jamais été réparées ; les trois autres sont transférées en Allemagne par les autorités d'occupation et leur trace se perd pour certaines. La radiation est prononcée en 1953 pour le dernier exemplaire.

## Matériel préservé

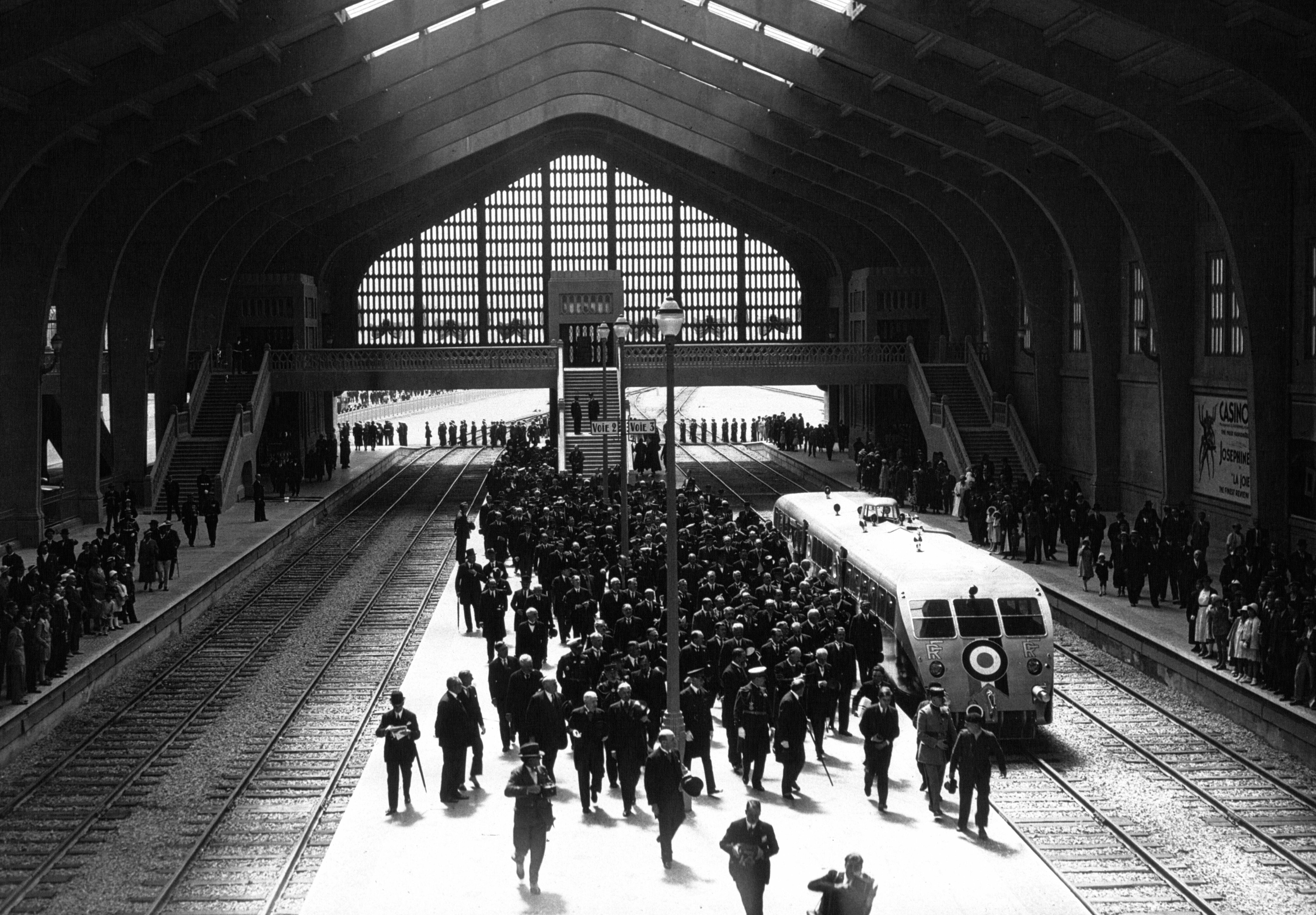
L'autorail Bugatti Présidentiel à l'inauguration de la gare transatlantique de Cherbourg, le 30/7/1933.

Un exemplaire du Bugatti dit « Présidentiel » est conservé à la Cité du train de Mulhouse. Cet autorail immatriculé ZZy 24408 à l'État puis XB 1008 à la SNCF est un ancien véhicule du parc de services où il assure le contrôle du fonctionnement des signaux jusqu'en 1975. Profondément modifié pour cet usage spécial, il accueille un laboratoire de contrôles : trois alternateurs produisent du courant alternatif pour envoyer dans les voies, diverses batteries, voltmètres, ampèremètres, oscilloscopes… ; les roues sont électriquement isolées par le retrait des connexions électriques dont elles étaient pourvues. Quatre couchettes permettent l'hébergement du personnel lors des arrêts prolongés dans les petites localités,.
L'autorail est restauré dans sa livrée et son immatriculation État, sa sellerie est reconstituée à l'identique mais ses moteurs ne sont pas tournants.
Un deuxième Bugatti reste longtemps stationné à la gare de Bédarieux puis de Lodève dans l'Hérault. Garé par la SNCF sur une voie de service puis abandonné, il est racheté par une association en vue de la création d'un petit musée ferroviaire. En mauvais état et trop coûteux à déplacer, il est finalement ferraillé dans les années 1980 lors de la création de la déviation de contournement de Lodève par la route nationale 9 (actuelle autoroute A75) qui voit la destruction de la gare.

## Modélisme
Les autorails Bugatti font l'objet de nombreuses reproductions dans le domaine du modélisme ferroviaire.
L'échelle HO est la plus largement représentée :
- Présidentiels : Jouef[35], Fulgurex (laiton)[36] et Éditions Atlas (modèle statique principalement en plastique, dans le cadre de la collection par VPC « Michelines et Autorails ») ;
- Doubles : Fulgurex (laiton)[36] et Éditions Atlas (modèle statique principalement en plastique, dans le cadre de la collection par VPC « Michelines et Autorails ») ;
- Légers : Locoset Loisir (Artmetal-LSL) (kit en laiton à monter)[37] ;
- Allongés : Locoset Loisir (Artmetal-LSL) (kit en laiton à monter)[37] ;
- Surallongés :  SMF (laiton) et Locoset Loisir (Artmetal-LSL) (kit en laiton à monter)[37].

Les autorails Bugatti sont également reproduits à l'échelle O par Hornby (autorail double en « tin plate », tôle estampée) et par Fulgurex (modèle en laiton).
Fulgurex propose, à l'échelle N, plusieurs déclinaisons des types d'autorails Bugatti avec les Présidentiels (État, SNCF) ou doubles (PLM, SNCF), en version analogique ou digitale.